# Moscow (Town, Ioway County)
Die Town of Moscow ist eine von 14 Towns im Iowa County im US-amerikanischen Bundesstaat Wisconsin. Im Jahr 2010 hatte die Town of Moscow 576 Einwohner.
Town hat in Wisconsin eine grundlegend andere Bedeutung, als im übrigen englischsprachigen Bereich. Vielmehr entspricht sie den in den anderen US-Bundesstaaten üblichen Townships, die nach dem County die nächstkleinere Verwaltungseinheit bilden.
Das Gebiet der Town of Moscow ist Bestandteil der Metropolregion Madison.

## Geografie
Die Town of Moscow liegt im Südwesten Wisconsins und wird vom Pecatonica River durchflossen, einem Nebenfluss des in den Mississippi mündenden Rock River. Der am Mississippi gelegene Schnittpunkt der drei Bundesstaaten Wisconsin, Iowa und Minnesota liegt rund 180 km nordwestlich; nach Illinois sind es rund 45 km in südlicher Richtung.
Die geografischen Koordinaten des Zentrums der Town of Moscow sind 42°52′06″ nördlicher Breite und 89°54′08″ westlicher Länge. Sie erstreckt sich über eine Fläche von 107,1 km². Die Town of Moscow umschließt vollständig die Village of Hollandale, ohne dass diese der Town angehört. 
Die Town of Brigham liegt im äußersten Südosten des Iowa County und grenzt an folgende Nachbartowns:
| Town of Ridgeway                   | Town of Brigham                                                |                             |
| Town of Waldwick                   | Kompassrose, die auf Nachbargemeinden zeigt                    | Town of Perry (Dane County) |
| Town of Fayette (Lafayette County) | Village of Blanchardville Town of Blanchard (Lafayette County) | Town of York (Green County) |

## Verkehr
Durch die Town führt in West-Ost-Richtung der Wisconsin State Highway 39. Durch den Nordwesten verläuft der Wisconsin State Highway 191 und durch die südöstliche Ecke der Wisconsin State Highway 78. Daneben führen noch die County Highways F und K durch das Gebiet der Town of Moscow. Alle weiteren Straßen sind untergeordnete Landstraßen sowie teils unbefestigte Fahrwege.
Mit dem Iowa County Airport befindet sich rund 40 km westlich ein kleiner Flugplatz. Die nächsten Verkehrsflughäfen sind der Dubuque Regional Airport in Iowa (rund 115 km westsüdwestlich), der Chicago Rockford International Airport (rund 125 km südöstlich) und der Dane County Regional Airport in Wisconsins Hauptstadt Madison (rund 70 km nordöstlich).

## Bevölkerung
Nach der Volkszählung im Jahr 2010 lebten in der Town of Moscow 576 Menschen in 221 Haushalten. Die Bevölkerungsdichte betrug 5,4 Einwohner pro Quadratkilometer. In den 221 Haushalten lebten statistisch je 2,61 Personen. 
Ethnisch betrachtet setzte sich die Bevölkerung zusammen aus 97,2 Prozent Weißen, 0,3 Prozent Afroamerikanern, 0,7 Prozent amerikanischen Ureinwohnern, 0,2 Prozent Asiaten sowie 0,5 Prozent aus anderen ethnischen Gruppen; 1,0 Prozent stammten von zwei oder mehr Ethnien ab. Unabhängig von der ethnischen Zugehörigkeit waren 0,2 Prozent der Bevölkerung spanischer oder lateinamerikanischer Abstammung. 
24,3 Prozent der Bevölkerung waren unter 18 Jahre alt, 64,1 Prozent waren zwischen 18 und 64 und 11,6 Prozent waren 65 Jahre oder älter. 50,3 Prozent der Bevölkerung war weiblich.
Das mittlere jährliche Einkommen eines Haushalts lag bei 83.125 USD. Das Pro-Kopf-Einkommen betrug 34.172 USD. 12,4 Prozent der Einwohner lebten unterhalb der Armutsgrenze.

## Ortschaften in der Town of Moscow
Neben Streubesiedlung existiert in der Town of Moscow noch die gemeindefreie Siedlung Moscow.